# Užice
Užice (kyrillisch Ужице) ist eine Stadt in Serbien und befindet sich westlich von Čačak, unweit der Grenze zu Bosnien und Herzegowina. Die Stadt selbst hat etwa 52.000 Einwohner. Die Gemeinde umfasst eine Fläche von 667 km² mit insgesamt gut 78.000 Einwohnern.

## Lage
Užice ist Hauptort des Bezirks Zlatibor in Serbien. Dieser Bezirk ist nach dem Bergland Zlatibor im Süden der Stadt benannt, das eine Höhe von 1496 m erreicht. Im Norden befindet sich der Höhenzug Povlen (1346 m). Die Stadt liegt in 411 m Höhe am Fluss Đetinja, einem Nebenfluss der Westlichen Morava.

## Geschichte
Užice liegt an einem alten Handelsweg, der die Drina mit der Westlichen Morava verbindet. In der Antike gehörte diese Gegend zum Oströmischen Reich, seit dem 7. Jahrhundert ist sie von Serben besiedelt. Im Jahre 1196 wird die Stadt in einer Urkunde des Klosters Studenica erwähnt. Im 14. Jahrhundert stand die Stadt zunächst unter der Herrschaft von Vojislav Vojinović, dann unter der von Nikola Altomanović, der allerdings von innerserbischen Gegnern 1373 besiegt und geblendet wurde.

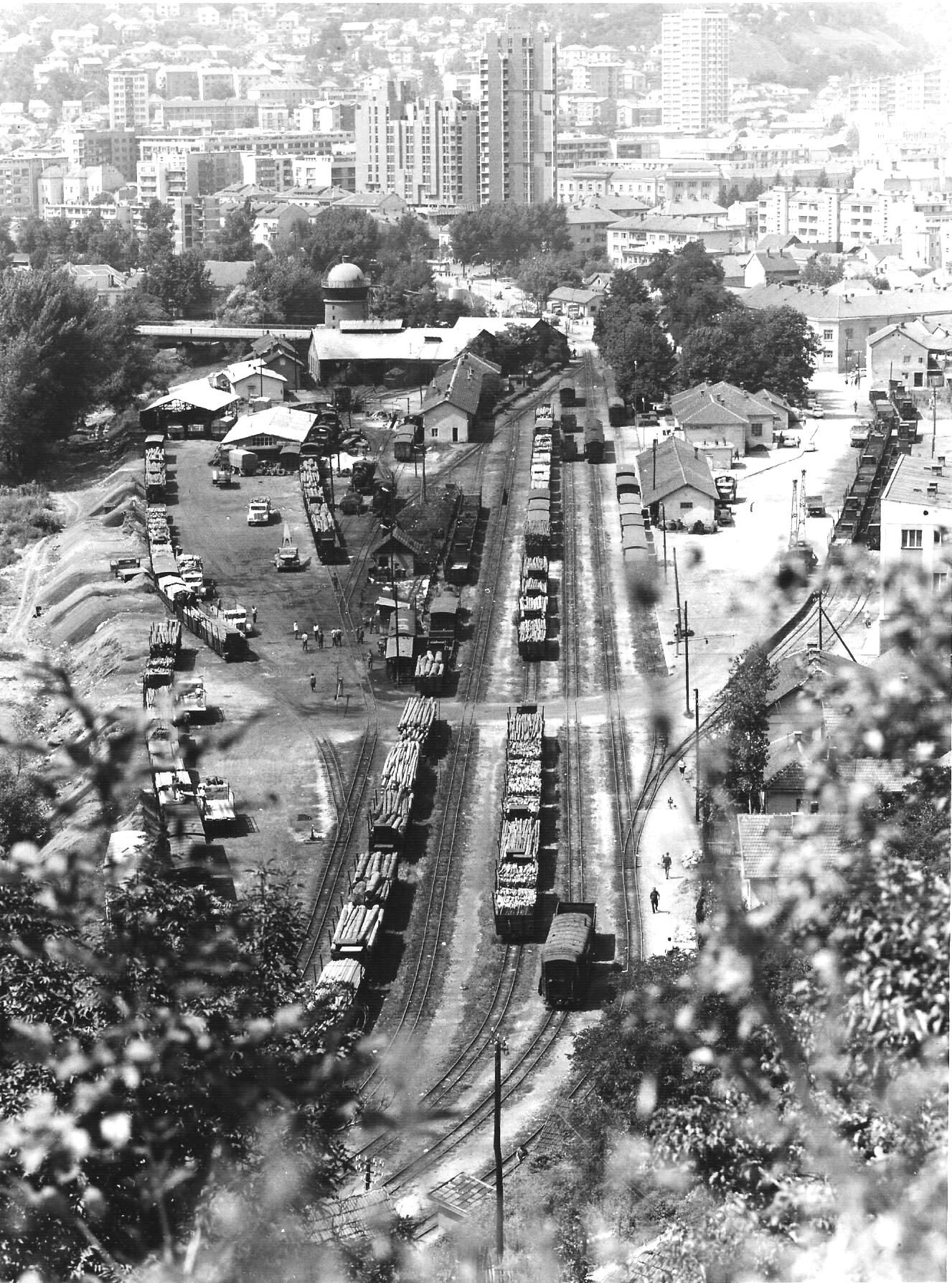
Panorama mit altem Bahnhof, 1970

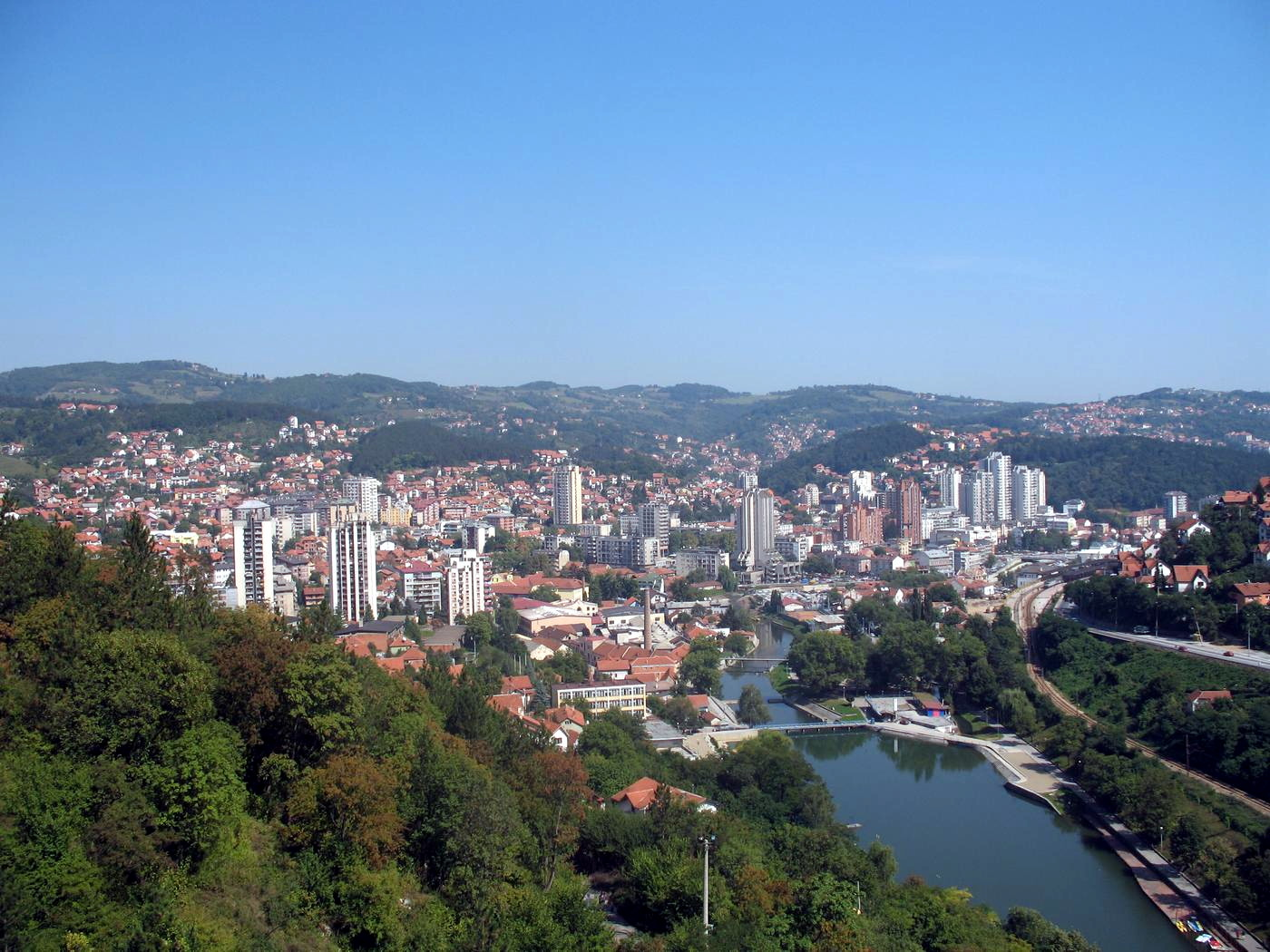
Blick über Užice

Seit 1459 unterstand die Stadt der osmanischen Herrschaft, bis den Serben im Rahmen ihres Unabhängigkeitskampfes im Jahre 1805 die Eroberung Užices gelang – zu diesem Zeitpunkt eine wichtige Festung. Den Türken gelang 1813 die Rückeroberung und Serbien erhielt zunächst nur den Status eines tributären Fürstentums, ehe es 1878 seine volle Unabhängigkeit wiedergewann. Von 1842 bis 1844 wurde im Stadtzentrum die Kirche Hl. Großmärtyrer Georg erbaut. 1860 erhielt die Stadt Anschluss an das Telegraphennetz, 1884 wurde das erste Bankinstitut gegründet. 1899 entstand ein Kraftwerk an der Đetinja, das die Region mit Elektrizität versorgte. 1904 erhielt Užice Telefonanschluss. 1912 erhielt die Stadt mit Eröffnung der Schmalspurbahn von Stalać über Kraljevo einen Anschluss an das Eisenbahnnetz. In den 1920er Jahren wurde die Strecke mit den bosnischen Schmalspurbahnen verbunden und Užice somit Station an der Hauptstrecke von Belgrad nach Sarajevo.
Im Ersten Weltkrieg war die Stadt von 1915 bis 1918 durch Österreich-Ungarn besetzt. 1928 entstand in der Stadt eine Munitionsfabrik, die heute als Prvi Partizan firmiert. Im Zweiten Weltkrieg wurde Užice 1941 von der deutschen Wehrmacht erobert, bildete aber in der Folge ein Widerstandszentrum jugoslawischer Partisanen, die im Herbst 1941 hier die Republik Užice mit einem Gebiet von etwa 2000 km² und einer Bevölkerung von ca. 300.000 Einwohnern errichteten. Im November eroberten die Deutschen dieses Gebiet, das im Norden bis Valjevo und im Süden bis zum Sandschak reichte, mit Hilfe der Tschetniks zurück, die Partisanen zogen sich nach Montenegro zurück. Ende 1944 zogen sich die Deutschen endgültig zurück und in der folgenden Zeit kommunistischer Herrschaft trug die Stadt bis 1992 nach Josip Broz Tito die Bezeichnung Titovo Užice.
Am 26. Dezember 2013 wurde bekannt, dass der nahe gelegene Trinkwassersee Vrutci mit Cyanobakterien belastet und somit das Trinkwasser der Stadt gesundheitsschädlich ist. Im Internet formierte sich eine Facebookgruppe, die herausfand, dass die Betriebserlaubnis seit 2009 abgelaufen ist. Zudem hat das Wasserwerk den Pegel zu stark sinken lassen. Eine Sanierung, bei der Sedimente im See zu entfernen waren, wurde nicht durchgeführt. Nach einiger Zeit demonstrierten einige Bürger vor dem Rathaus gegen diesen Zustand, was die serbische Regierung veranlasste, Militär zu entsenden. Seither wird das Leitungssystem gereinigt und eine Leitung zu einer Nachbargemeinde verlegt, um Užice von deren Quelle mit Trinkwasser zu versorgen.

## Gemeinde
Die Verbandsgemeinde Užice besteht aus 41 Siedlungen auf einer Fläche von insgesamt 667 km². Etwa 42 % der Gemeindefläche sind bewaldet.

## Sehenswürdigkeiten
Die Stadt verfügt über ein Nationaltheater, ein Nationalmuseum mit umfangreichen Archiven, eine städtische Bildergalerie und eine Nationalbibliothek.

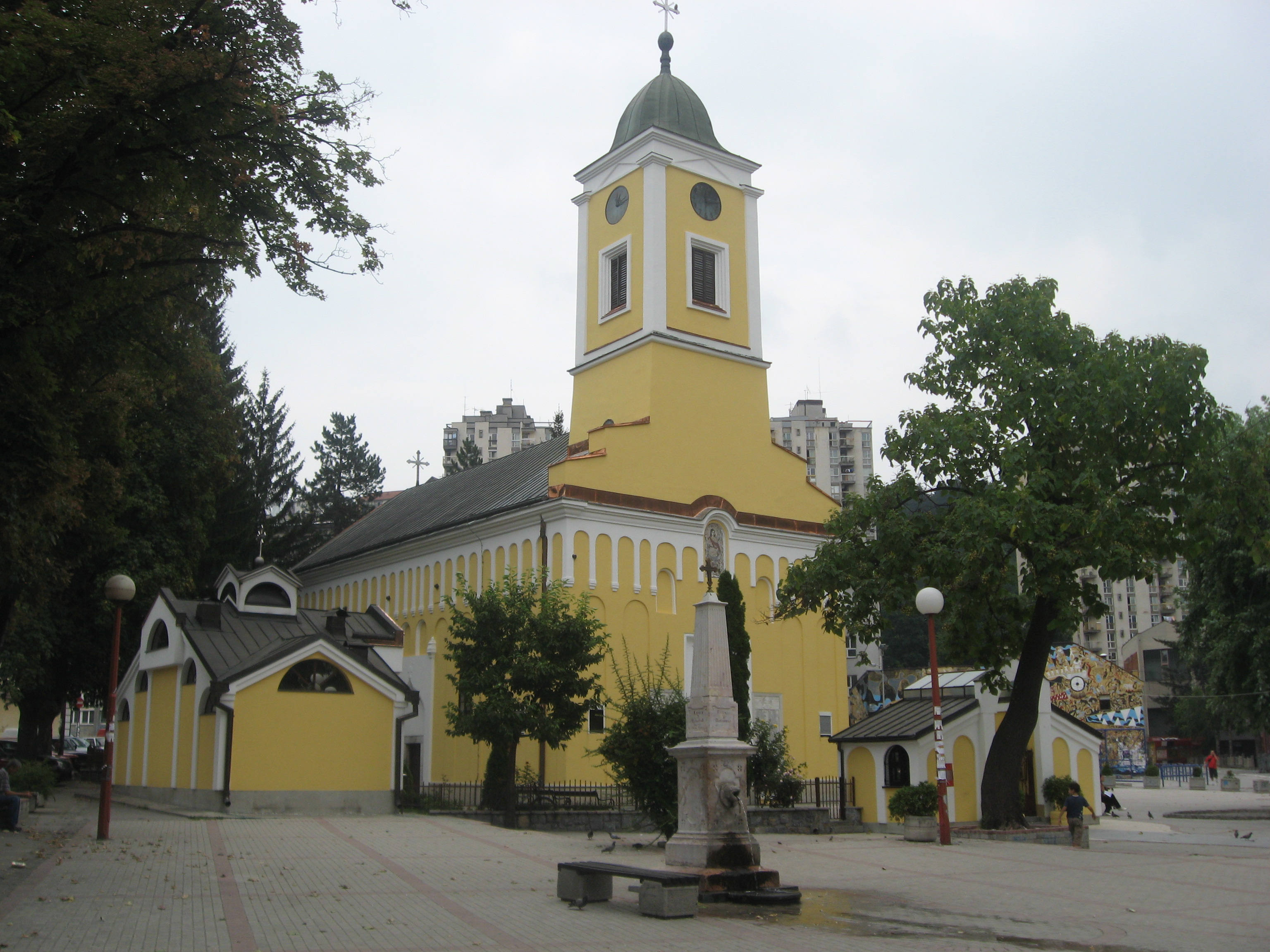
Serbisch-orthodoxe Kirche St. Georg

## Tourismus und Flughafen
In den Jahren 1979–1983 wurde 12 km westlich der Stadt der Flughafen Užice-Ponikve gebaut, zunächst zu militärischen Zwecken. Er blieb jedoch bis 1992 unbenutzt, 1995 wurde er für die zivile Luftfahrt geöffnet. 1999 wurde er während des Kosovokriegs durch massives Bombardement der NATO schwer beschädigt. Die Wiederaufbauarbeiten begannen 2011 unter der Federführung der Flughafengesellschaft Belgrade Nikola Tesla Airport im Rahmen eines regionalen Entwicklungsprojekts. Der Flughafen hat eine 3200 m lange Landebahn, eine der längsten auf dem Balkan, und erlaubt damit Start und Landung großer Fracht- und Passagiermaschinen der Boeing 747- und Airbus-Klasse. Seit dem 21. Oktober 2013 ist der Flughafen wieder für den Personenverkehr geöffnet.
Von der Inbetriebnahme des Flughafens 2013 erwartet Užice einen touristischen Aufschwung für die strukturschwache Region. Als touristische Ziele um Užice sind erwähnenswert: Das Zlatibor-Gebirge mit einigen Wintersport-Resorts, das von Emir Kusturica für seinen Film Das Leben ist ein Wunder erbaute Kunstdorf Küstendorf (Drvengrad), nahe Mokra Gora. Bei Mokra Gora beginnt auch der Teilabschnitt Šarganska osmica der einstigen Schmalspurbahn nach Sarajewo, eine unter Beteiligung von Emir Kusturica wiederaufgebaute Gebirgsstrecke, Attraktion für Eisenbahnfreunde. Etwas weiter westlich liegt der Nationalpark Tara mit einigen Kurorten sowie der vielarmige Stausee von Zaovine (Zaovinsko jezero).

## Städtepartnerschaften
- Cassino, Italien (mit Unterbrechung seit 1981)
- Kursk, Russland (seit 1967)
- Ljutomer, Slowenien (mit Unterbrechung seit 1974)
- Veles, Mazedonien (seit 1982, zunächst als Kooperation aller nach Tito benannten Städte)

## Persönlichkeiten

### Söhne und Töchter der Stadt
- Ljubomir Ljubojević (* 1950), Schachspieler

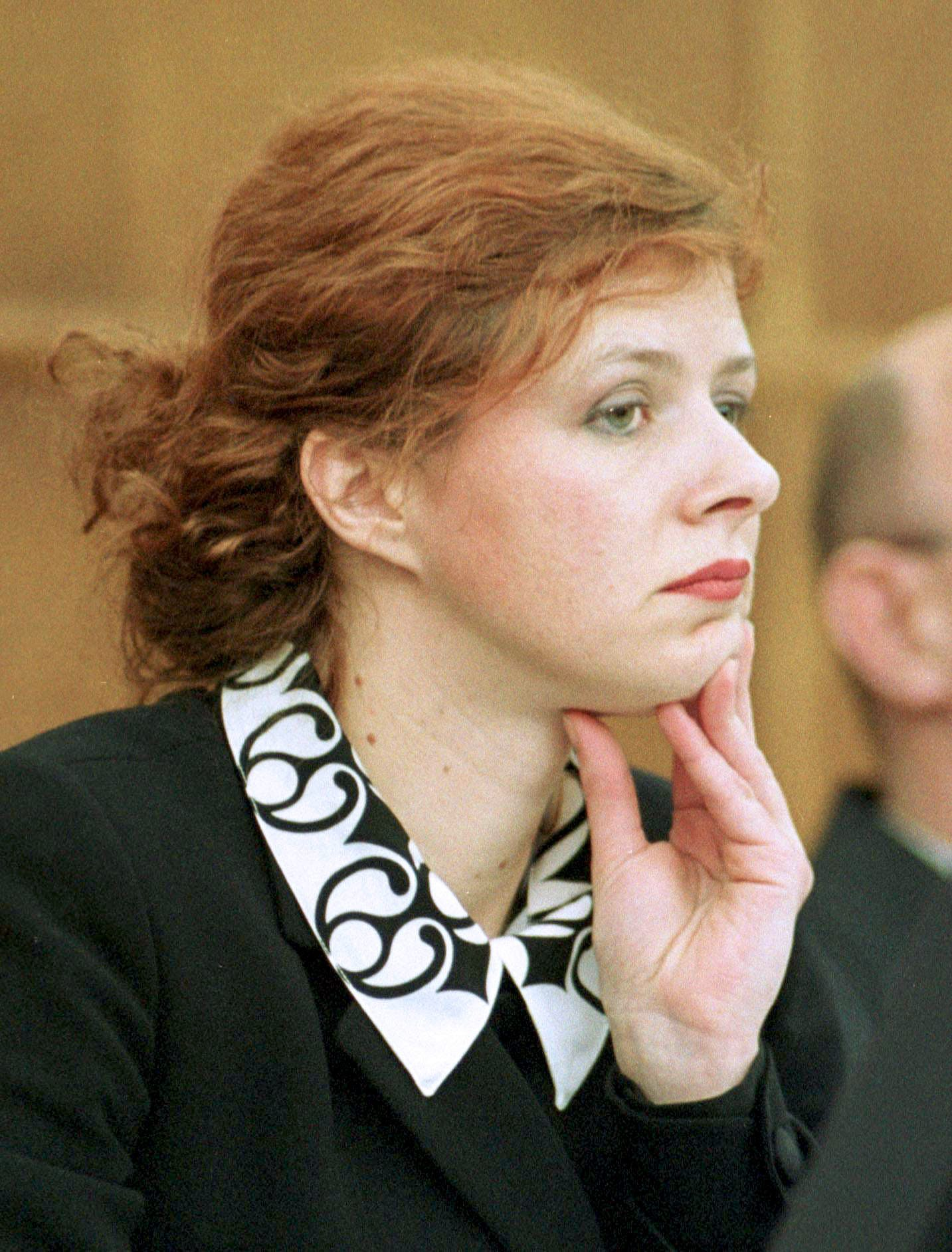
Nataša Mićić, ehemalige (kommissarische) Präsidentin Serbiens

- Nataša Mićić (* 1965), Juristin und Politikerin
- Tanja Ostojić (* 1972), feministische Performance-Künstlerin
- Branko Milisavljević (* 1976), Basketballspieler
- Ivan Vukomanović (* 1977), Fußballspieler
- Nemanja Vidić (* 1981), Fußballspieler
- Miloš Marić (* 1982), Fußballspieler
- Nikola Selaković (* 1983), Politiker und Außenminister
- Tijana Malešević (* 1991), Volleyballspielerin
- Slađana Mirković (* 1995), Volleyballspielerin
- Nenad Cvetković (* 1996), Fußballspieler
- Maja Aleksić (* 1997), Volleyballspielerin
- Nikola Čumić (* 1998), Fußballspieler
- Aleksandar Mitrović (* 1998), Fußballspieler
- Ivan Bosiljčić, Schauspieler und Theaterdarsteller

### Persönlichkeiten, die vor Ort gewirkt haben
- Radomir Antić (1948–2020), Fußballspieler und Trainer, begann 1967 seine Fußballkarriere bei FK Sloboda Užice